# Torre Nasparo
Torre Nasparo (o torre de Lissano) è un'opera di fortificazione e di difesa della costa adriatica salentina, situata nel territorio del comune di Tiggiano in provincia di Lecce. Ricade nel Parco naturale regionale Costa Otranto - Santa Maria di Leuca e Bosco di Tricase.

## Storia
La torre fu edificata nel 1565, durante la dominazione spagnola. Da un documento conservato nell'Archivio di Stato di Napoli si apprende che il primo torriero della torre Nasparo fu il caporale spagnolo Gio. Martinez, nominato nel 1583. 
Nel corso dei secoli ha assunto diverse denominazioni: Figiano, Lizzano, Lissiano, Naspade, Naspre, Naspere, Torre di Naspre, Torre de Naspre, Naspara ed infine Nasparo.

## Caratteristiche
La torre ha una base troncoconica, il cui diametro alla base è di 11 metri, dal cordolo in su assume una forma cilindrica. 
È realizzata con pietre non squadrate e con dime verticali in conci regolari. Nella parte superiore, quasi completamente diroccata, esistono conci regolari esterni. Dal piano agibile si può vedere all'interno una cisterna con copertura a botte e le tracce di un colatoio.
Sorge su un alto sperone roccioso a 129 metri sul livello del mare; la sua posizione è strategica perché permette di scrutare il mare fino al Capo d'Otranto, il punto più orientale d'Italia. Comunicava visivamente con Torre Palane e con Torre Specchia Grande, rispettivamente a nord e a sud.